# Niederländisches Militärordinariat
Das Niederländische Militärordinariat ist das Militärordinariat der Niederlande.

## Geschichte
Das Militärordinariat betreut Angehörige der niederländischen Streitkräfte katholischer Konfessionszugehörigkeit seelsorgerisch. Es wurde durch Papst Pius XII. am 16. April 1957 als Militärvikariat errichtet. Nach gegenseitigem Beschluss zwischen dem Heiligen Stuhl und den Niederlanden befindet sich der Sitz des niederländischen Militärordinariats in Den Haag. Es wurde am 21. Juli 1986 durch Papst Johannes Paul II. mit der Apostolischen Konstitution Spirituali militum curae zur Diözese erhoben.

## Militärbischöfe
| Militärbischöfe in den Niederlanden |                                                          |                               |                   |                   |
| Nr.                                 | Name                                                     | Amt                           | von               | bis               |
| 1                                   | Bernard Jan Kardinal Alfrink                             | Erzbischof von Utrecht        | 1957              | 1975              |
| 2                                   | Johannes Kardinal Willebrands                            | Erzbischof von Utrecht        | 6. Dezember 1975  | 22. November 1982 |
| 3                                   | Ronald Philippe Bär OSB                                  | Bischof von Rotterdam         | 22. November 1982 | 13. März 1993     |
| 4                                   | Jos Punt (Apostolischer Administrator)                   | Bischof von Haarlem-Amsterdam | 1. April 1995     | 1. Juni 2020      |
| 5                                   | Everardus Johannes de Jong (Apostolischer Administrator) | Weihbischof in Roermond       | 1. Juni 2020      |                   |